# クリケット日本女子代表
クリケット日本女子代表（クリケットにほんじょしだいひょう）とは、日本の代表として国際的な試合に出場している女子クリケットチーム。

## 歴史
1999年に代表チームが結成され、オーストラリアに初の海外遠征。
2003年、初の国際大会としてIWCCトロフィーに出場。しかし5戦全敗となり、特にオランダには104エキストラを喫した。
2006年、ワールドカップ予選でパプアニューギニアと対戦したが、3戦全敗。
2010年、ペプシICC東アジア・太平洋地域女子クリケット・トロフィーで優勝。同年、広州アジア大会で銅メダル獲得。

## 主な選手
- 栗林江麻
- 佐々木優子
- 井田恵里香
- 宮地静香

## 歴代監督
- カトリーナ・キーナン - 元ニュージーランド女子代表。日本代表では選手兼監督として活躍した。